# Kronospan
Kronospan je nadnárodní korporace, která vyrábí velkoplošné materiály na bázi dřeva. Její závody se nachází ve 23 státech světa, zaměstnávají přes 14000 lidí. Firmu založila rodina Kaindl v roce 1897 v Lungötzu u Salcburku.

## Kronospan CR v Jihlavě
V roce 1883 Julius Schindler založil v Jihlavě pilařskou výrobu. V roce 1994 do české firmy vstoupila mezinárodní společnost Kronospan. Vyrábí nejvíce dřevotřískových desek v Česku. Podle spolku Arnika patří mezi největší znečišťovatele ovzduší v ČR. V Jihlavě sídlí v průmyslové zóně na severním okraji města. Firma investovala několik miliard korun, aby klesly emise znečišťujících látek (především formaldehydu), které vypouští. V roce 2012 vyrobila 1,5 milionu m² desek, o rok dříve obrat firmy činil 6 miliard korun a pracovalo zde 630 lidí. Roku 2004 vyprodukovala firma 16,5 tun formaldehydu, roku 2009 47 tun, roku 2011 27 tun a o rok později 6 tun. Povolené limity firma nepřekračuje.